# Pterolophia pictula
Pterolophia pictula är en skalbaggsart som beskrevs av Stefan von Breuning 1938. Pterolophia pictula ingår i släktet Pterolophia och familjen långhorningar. Inga underarter finns listade i Catalogue of Life.